# Футурошок
Футурошок (англ. future shock) — шок майбутнього, психологічна реакція людини або суспільства на стрімкі і радикальні зміни в його оточенні, викликані прискоренням темпів технологічного і соціального прогресу. Термін введений соціологом і футурологом Елвіном Тофлером в однойменній праці, що вийшла в 1970 році.
Найкоротше пояснення автором свого терміну звучить як «занадто багато змін в занадто короткий період часу».
Але описане Тоффлером явище, можливо, слід було б назвати шоком сьогодення, оскільки шок викликаний зіткненням людини із змінами, які вже відбулися в навколишньому середовищі.
Шок теперішнього викликає невідповідність між реальністю і картиною реальності у свідомості (людина не встигає адаптуватися). Подібна невідповідність породжується змінами, особливо, швидкими, дедалі більшим тиском подій, потоком знань, науки, техніки, різного роду інформації
До кінця 20-го століття у зв'язку з розвитком футурології і трансгуманізму стало виникати цілісне бачення майбутнього, яке тягнеться настільки далеко вперед, як ніколи раніше. Перед суспільством і людиною постало завдання адаптуватися не тільки до дійсних змін, але і до очікуваних. Тобто необхідна швидкість адаптації стала ще вище, ніж за часів Тоффлера.
Суспільство в цілому знає про свої перспективи, але деякі люди більше дізналися про перспективи технологічного розвитку, ніж інші. Зіткнення (наприклад, в ЗМІ) з більш просунутою технологією, що вже знайомі людині, викликає шок майбутнього.